# 生きるってすばらしい (豊川誕の曲)
「生きるってすばらしい」（いきるってすばらしい）は、1975年12月21日にCBS・ソニー（現：ソニー・ミュージックレーベルズ）から発売された豊川誕の3枚目のシングルである。

## 概要
『生きるってすばらしい』は、豊川がメリー喜多川に「次のシングルは、つのだひろの『メリージェーン』みたいな曲が歌いたい」とリクエストして発注してもらった曲。 レコーディングは同年10月29日に目黒の「モウリスタジオ （後のモウリアートワークススタジオ）」で行われた。

## 収録曲
- 両曲、作詞:片桐和子、作曲:平尾昌晃、編曲:森岡賢一郎

1. 生きるってすばらしい [3:46]
2. 希望くん [3:31]